# فدراسیون ملی بدن‌‌سازی ارمنستان
فدراسیون ملی بدن‌سازی ارمنستان ارمنی: Բոդիբիլդինգի Հայաստանի ազգային ֆեդերացիա، همچنین به عنوان فدراسیون ملی بدن‌سازی و تناسب‌اندام ارمنستان شناخته می‌شود، نهاد تنظیم‌کننده بدن‌سازی در ارمنستان است که توسط کمیته المپیک ارمنستان اداره می‌شود و در سال ۱۹۹۷ تاسیس شده است. مقر فدراسیون در ایروان قرار دارد.